# St-Albert (Ontario)
Pour les articles homonymes, voir Saint-Albert.

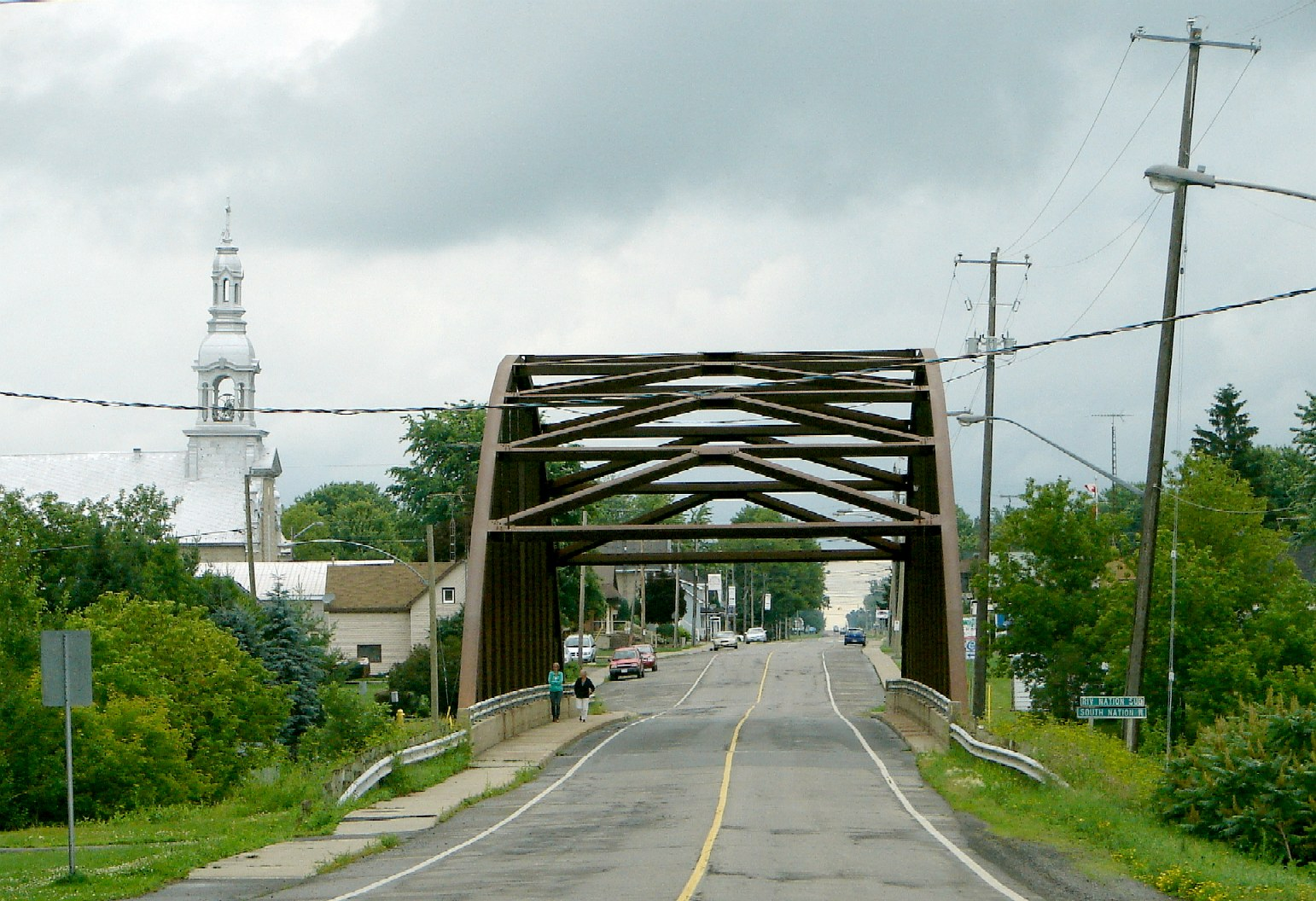
Pont de Saint-Albert enjambant la rivière Nation.

St-Albert est un petit village franco-ontarien qui fait partie de la municipalité de La Nation dans l'Est de l'Ontario au Canada!
Le village de St-Albert est traversé par la rivière Nation. Il est situé près des villes majoritairement francophones de Casselman et d'Embrun.
St-Albert est constitué par de nombreuses fermes et un petit centre villageois. Voici le site Web officiel de la communauté: https://stalbertontario.ca/
St-Albert est célèbre pour sa fromagerie coopérative qui fabrique depuis le XIXe siècle une variété de fromages dont un à partir de la recette du fromage cheddar ainsi que du fromage blanc et du lait caillé. La Fromagerie Coopérative St-Albert, fondée en 1894, appartient à une cinquantaine de producteurs laitiers et emploie 120 personnes à son usine. 
Elle acquiert en 2009 la Fromagerie Mirabel située à Saint-Jérôme au Québec. Plusieurs des fromages qu’elle produit ont remporté des prix ou ont été finalistes notamment à la Toronto Winter Fair, à la Spencerville Fair, au British Empire Cheese Show ainsi qu’au Grand prix Canadien.
Depuis 1994, un festival estival dénommé "Le Festival de la Curd" se déroule chaque année, au mois d'août, organisé par la Fromagerie Saint-Albert et la renommée de son fromage la "Curd". 
Le dimanche 3 février 2013 vers 9h40 du matin, un feu éclate dans l'édifice principal de la fromagerie et le détruit complètement. 
| Municipalité de La Nation | Maire: Francis Brière / Conseiller municipal: Danik Forgues |
| Groupe Communautaire      | Président: Julie Keravel                                    |
| Club Optimiste            | Président: Benoit Boulerice                                 |
| Paroisse                  | Curé: Abbé Callixte Kabalisa                                |